# راجالنا
راجالنا (به ایتالیایی: Ragalna) یک کومونه در ایتالیا است که در استان کاتانیا واقع شده‌است. راجالنا ۳۹٫۲ کیلومتر مربع مساحت و ۳٬۳۷۳ نفر جمعیت دارد و ۸۳۰ متر بالاتر از سطح دریا واقع شده‌است.